# A House of Pomegranates
A House of Pomegranates é uma coletânea de contos de fadas escritos por Oscar Wilde, sendo publicada 1891 como uma continuação para The Happy Prince and Other Tales (1888). Uma vez, Wilde declarou que esta coletânea não "foi feita para as crianças britânicas nem para o público britânico."
Os contos presentes na coletânea são:
- "The Young King"
- "The Birthday of the Infanta"
- "The Fisherman and his Soul"
- "The Star-Child"